# 命の別名/糸
『命の別名/糸』（いのちのべつめい / いと）は、日本のシンガーソングライター、中島みゆきの35枚目の両A面シングルである。1998年2月4日に発売された。

## 解説
本作の2曲は、いずれもTBS系テレビドラマ『聖者の行進』の主題歌に使用された。当初はカップリング曲扱いだった「糸」が使用され、シングルがリリースされた5話以降は新曲の「命の別名」に差し替えられた。ドラマの終盤では「糸」が再び主題歌となっている。
シングルCDとしてのセールスは前作に及ばなかったものの、2曲目「糸」は1992年のアルバム『EAST ASIA』から20年以上経過した、2010年代に大きな支持を受けるに至り（後述）、2017年にはJASRAC賞（著作権使用料分配額）の金賞（＝年間1位）を獲得した。このため、「糸」もA面に昇格、両A面シングル扱いとなっている。
8cmCDシングル自体既にメジャー音楽メディアで無くなったため、店頭に置いてない所もあるが、このシングルは2023年現在でも販売中で、CDショップでも注文は出来る店はある。またポニーキャニオンリリース情報でも、メーカー通販サイトでは販売されていないものの、各通販サイトをリンクして商品紹介がされている。
2022年11月28日に、ヤマハミュージックコミュニケーションズからデジタル・ダウンロード配信された。しかし、ジャケット画像はシングルジャケットを使用されているが、シングルコレクションアルバム『Singles 2000』の音源のため、「命の別名」はこのシングルCDよりも収録時間が短くなっている。

## 楽曲

### 命の別名
- 「命の別名」は、中島みゆきがドラマ『聖者の行進』のために書き下ろした新曲であり、日本のスタジオミュージシャンとともに国内でレコーディングが行われた。
- 1980年代前半の中島のアルバム『生きていてもいいですか』や『miss M.』などで編曲・プロデュースなどに携わり、1980年代後半以降はソングライティング・チームを組んで工藤静香に多数の楽曲を提供したベース奏者の後藤次利とは、このシングルが2018年時点で最後の共演となっている。また、1983年のアルバム『予感』の後半のアレンジを手がけた井上堯之が、15年ぶりに中島の作品に参加してギターを弾いている。
- シングルの翌月に発表された25枚目のオリジナル・アルバム『わたしの子供になりなさい』には、アメリカのロサンゼルスで録音された別のヴァージョンが収められている。リメイク版はオリジナルとはアレンジが大きく異なり、より低いキーで攻撃的に歌いあげる中島のヴォーカルと、マイケル・トンプソンによるディストーションのかかったエレクトリックギターを前面にフィーチャーしたハードロック調のアプローチで表現されている[4]。映画やドラマのテーマ曲をまとめたベスト盤『大銀幕』が同年秋に発売された際には、実際にドラマでは流されなかったアルバム・ヴァージョンが収められた。シングル・ヴァージョンは、1994年から2000年までに発表されたシングル7枚のA面・B面曲を集めた2002年リリースのコンピレーション・アルバム『Singles 2000』で初めてアルバムの一部として入手可能になったが、当初発売されたオリジナルよりフェードアウトが30秒ほど早い短縮版である。

### 糸
- 「糸」は元来、1992年に天理教の4代真柱である中山善司の結婚を祝して作られた楽曲で[5]、中島はほどなくしてこのパワー・バラードをレコーディングし、通算20作目となるスタジオ録音作『EAST ASIA』を締めくくるナンバーとして同年の10月に公式に発表した。このアルバムに収録された曲のベーシック・トラックは全般的に日本国内で録音されたものだったが、のちにコーラスとストリングスがハリウッドのキャピトル・スタジオ（英語版）で追加されている[6]。この曲のコーラスも海外で録音されており、『EAST ASIA』の表題曲の弦編曲を担当したデヴィッド・キャンベルの配偶者だったレイヴァン・ケーン、1970年代からセッション・シンガーとして活動しているザ・ウォーターズによって歌われている[7]。

- 編曲は瀬尾一三が担当した[8]。瀬尾はインタビューで「生身の女性が歌うと生々しいので中島を天女にしようと思った」と語っている[8]。そのためイントロでは、ハープや雅楽風の音を入れることにより東西の神話的な雰囲気を表現し、中島が天女として地上の人間に向かって歌唱する感覚を表現したという[8]。

- この曲は2004年に、Mr.Childrenのヴォーカル櫻井和寿とプロデューサーの小林武史が結成したチャリティ・プロジェクト、Bank Bandのカヴァー・アルバム『沿志奏逢』で取り上げられた。彼らのカヴァーはシングルとしてリリースされなかったものの、翌年に住友生命のコマーシャルに使用され[9]、これを機に楽曲そのものの存在が広く認知されるようになった。さらに世間一般に知られるようになったのは2013年頃、バラエティー番組でBGMやカバーされたりすることがきっかけである[10]。

- 2022年現在、のべ40組以上のアーティストによって相次いでカヴァー・ヴァージョンが商品化され、中島によるオリジナルも複数のテレビドラマやコマーシャル、イベントなどでたびたび使用されている[11]。
- 日本音楽著作権協会（JASRAC）の著作権使用料分配額（国内作品）ランキングで2015年度の年間3位[12]、2016年度の年間1位[13]、2017年度の年間4位[14]、2018年度の年間3位[15]、2019年度の年間3位[16]を獲得した。2016年JASRAC賞銅賞を[17]、2017年金賞、2019年銅賞[18]、2020年銅賞[19]をそれぞれ受賞した。

- 2017年にはJOYSOUNDの年間カラオケランキングで2位となった。

- 2018年2月度日本レコード協会リリースにおいて、（着うたフル+ネット配信）でのミリオンに認定された。2002年4月のフル配信開始から15年10か月かかっており、その後「チェリー」（19年3ヶ月）に抜かれるまで7年余に渡り、フル配信ミリオンのスロー達成記録であった。

- 2020年、本楽曲に着想を得た映画『糸』（監督：瀬々敬久、脚本：林民夫、主演：菅田将暉・小松菜奈）が公開された[20]。中島の楽曲が映画のモチーフになるのはこれが初めて[21]。

## 収録曲
- 作詞・作曲:中島みゆき／編曲:瀬尾一三

| #         | タイトル             | 作詞      | 作曲・編曲 | 英語タイトル          | 時間 |
| --------- | -------------------- | --------- | ---------- | --------------------- | ---- |
| 1.        | 「命の別名」         |           |            | Another Name for Life | 5:30 |
| 2.        | 「糸」               |           |            | Tapestry              | 5:12 |
| 3.        | 「命の別名」(TV Mix) |           |            | Another Name for Life | 5:28 |
| 合計時間: | 合計時間:            | 合計時間: | 16:10      |                       |      |

## タイアップ、メディア使用

### 命の別名
- 『聖者の行進』主題歌(第5 – 9話) (1998年)

### 糸
- 『聖者の行進』主題歌 (第1 – 4、10 – 11話) (1998年)
- 『ありがとう!チャンピイ』のテーマ曲（2008年9月13日にフジテレビで放送されたスペシャルドラマ）
- 「七十七銀行」CMソング（2009年）
- 『ミエルヒ』挿入歌（北海道テレビ、2009年、歌唱:渡辺いっけい）
- 「関西電力」CMソング（2010年）
- 「サントリー・ボスレインボーマウンテン 高見盛ver.」CMソング（2013年）
- 「トヨタホーム」（2016年）
- 『陸王』劇中歌（2017年）
- 『糸』の主題歌
- 「BOSS」平成最後の特別CM　宇宙人ジョーンズ、タモリ、大杉漣さん……豪華キャストで4月30日に一夜限り放送CMソング

## 収録作品
アルバム
| 曲名     | 収録アルバム                                        | 発売日         | 備考           |
| -------- | --------------------------------------------------- | -------------- | -------------- |
| 命の別名 | わたしの子供になりなさい                            | 1998年3月18日  | 25thアルバム   |
| 命の別名 | 大銀幕                                              | 1998年11月7日  | ベストアルバム |
| 命の別名 | Singles 2000                                        | 2002年4月17日  | ベストアルバム |
| 命の別名 | 中島みゆきConcert「一会」2015〜2016-LIVE SELECTION- | 2016年11月16日 | ライブアルバム |
| 糸       | EAST ASIA                                           | 1992年10月7日  | 20thアルバム   |
| 糸       | 大銀幕                                              | 1998年11月7日  | ベストアルバム |
| 糸       | Singles 2000                                        | 2002年4月17日  | ベストアルバム |
| 糸       | 元気ですか                                          | 2006年6月14日  | ベストアルバム |
| 糸       | 中島みゆき ライブ リクエスト -歌旅・縁会・一会-     | 2018年12月19日 | ライブアルバム |
| 糸       | ここにいるよ                                        | 2020年12月2日  | ベストアルバム |
| 糸       | 中島みゆき 2020ラスト・ツアー「結果オーライ」       | 2022年2月2日   | ライブアルバム |

映像作品
| 曲名     | 収録映像作品                          | 発売日         | 備考         |
| -------- | ------------------------------------- | -------------- | ------------ |
| 命の別名 | 歌旅 -中島みゆきコンサートツアー2007- | 2008年6月11日  | ライブDVD/BD |
| 命の別名 | 中島みゆきConcert「一会」2015〜2016   | 2016年11月16日 | ライブDVD/BD |
| 糸       | 歌旅 -中島みゆきコンサートツアー2007- | 2008年6月11日  | ライブDVD/BD |

## カバー
| アーティスト                           | 収録作品                                                                     | 発売日         | 備考 |
| 命の別名                               | 命の別名                                                                     | 命の別名       | 命の別名 |
| -------------------------------------- | ---------------------------------------------------------------------------- | -------------- | --- |
| 工藤静香                               | MY PRECIOUS -Shizuka sings songs of Miyuki-                                  | 2008年8月20日  | |
| 中島美嘉                               | 「歌縁」 -中島みゆき RESPECT LIVE 2015-                                      | 2016年11月16日 | |
| 島津亜矢                               | 『SINGER 4』                                                                 | 2017年9月20日  | |
| 糸                                     |                                                                              |                | |
| Bank Band                              | 沿志奏逢                                                                     | 2004年10月20日 | |
| Bank Band                              | 沿志奏逢4                                                                    | 2021年9月29日  | |
| 有里知花                               | SHAKE THE MUSIC LIVE 〜YURI CHIKA〜                                          | 2006年         | |
| 諫山実生                               | こころ                                                                       | 2007年3月7日   | |
| 平松愛理                               | Voice Colors〜あなたといたころ〜                                             | 2007年3月21日  | |
| All Japan Goith                        | I LOVE YOU                                                                   | 2008年2月27日  | |
| 岩崎宏美                               | Dear Friends IV                                                              | 2008年10月22日 | |
| 青木まり子                             | ベスト・パートナー                                                           | 2009年7月      | |
| 新妻聖子                               | アンダンテ                                                                   | 2010年2月17日  | |
| 沢知恵                                 | ライブ・アット・ラカーニャ春                                                 | 2010年3月3日   | |
| SOTTE BOSSE                            | You are mine                                                                 | 2010年5月19日  | |
| サエラ                                 | うた ～by 60 sixty 歌謡曲編                                                  | 2010年11月24日 | |
| 福田沙紀                               | Snow Rain                                                                    | 2010年12月8日  | Live ver.                                                                                                   |
| MINMI                                  | THE HEART SONG COLLECTION                                                    | 2011年8月24日  | |
| やなわらばー                           | 泣唄 笑唄                                                                    | 2011年11月9日  | |
| AHN MIKA                               | Bittersweet Memories                                                         | 2012年11月7日  | |
| JOY                                    | JOY COVERS                                                                   | 2013年1月16日  | |
| 中孝介                                 | ベストカバーズ〜もっと日本。〜                                               | 2013年7月31日  | |
| つるの剛士                             | つるのうたベスト                                                             | 2013年11月20日 | |
| ダイアナ・ガーネット                   | COVER☆GIRL                                                                   | 2013年11月27日 | |
| アフィリア・サーガ                     | 『超次元ゲイム ネプテューヌ』Blu-ray/DVD Vol.5 特典CD「プロセッサディスクV」 | 2014年1月29日  | テレビアニメ『超次元ゲイム ネプテューヌ THE ANIMATION』第10話エンディングテーマ                             |
| アフィリア・サーガ                     | Realism (豪華盤)                                                             | 2015年8月26日  | テレビアニメ『超次元ゲイム ネプテューヌ THE ANIMATION』第10話エンディングテーマ                             |
| クリス・ハート                         | Heart Song II                                                                | 2014年6月25日  | |
| サラ・オレイン                         | SARAH                                                                        | 2014年9月24日  | |
| JUJU                                   | Request II                                                                   | 2014年12月3日  | |
| 城南海                                 | サクラナガシ                                                                 | 2015年1月21日  | |
| 福山雅治                               | 「魂リク」                                                                   | 2015年4月8日   | |
| 研ナオコ                               | 雨のち晴れ、ときどき涙                                                       | 2015年5月13日  | |
| 柴咲コウ                               | こううたう                                                                   | 2015年6月17日  | |
| 島津亜矢                               | SINGER 3                                                                     | 2015年10月21日 | |
| CODE-V                                 | Love&Harmony                                                                 | 2016年3月30日  | |
| EXILE ATSUSHI                          | Beautiful Gorgeous Love                                                      | 2016年7月6日   | トヨタホームCMソング                                                                                        |
| 山崎育三郎                             | 1936 〜your songs〜                                                          | 2016年8月24日  | |
| 林部智史                               | あいたい (スペシャル盤)                                                      | 2016年10月12日 | |
| 新山詩織                               | ファインダーの向こう                                                         | 2016年11月30日 | 映画『古都』エンディングテーマ                                                                              |
| 岩佐美咲                               | 鯖街道 (特別記念盤)                                                          | 2016年11月30日 | |
| Aimer                                  | ONE/花の唄/六等星の夜 Magic Blue ver.                                        | 2017年10月11日 | トヨタホームCMソング                                                                                        |
| 辛島美登里                             | Cashmere                                                                     | 2017年10月25日 | |
| Uru                                    | モノクローム (初回盤B)                                                       | 2017年12月20日 | |
| Little Glee Monster                    | juice（通常盤Disc2）                                                         | 2018年1月17日  | TBS系連続ドラマ『陸王』劇中歌                                                                               |
| 五木ひろし                             | 70years 70songs                                                              | 2018年3月14日  | |
| 吉岡聖恵                               | 糸                                                                           | 2018年4月29日  | 配信限定カバー・シングル                                                                                    |
| 吉岡聖恵                               | うたいろ                                                                     | 2018年10月24日 | |
| 天童よしみ                             | VOICE                                                                        | 2018年6月20日  | |
| キム・ヨンジャ                         | 30周年記念アルバム キム・ヨンジャ ベスト・レパートリーズ                     | 2018年8月1日   | |
| 高垣彩陽                               | melodia 4                                                                    | 2018年9月26日  | |
| Toshl                                  | IM A SINGER                                                                  | 2018年11月28日 | |
| 富士葵                                 | 声 〜Cover ch.〜                                                             | 2019年4月15日  | 配信限定カバーシングル                                                                                      |
| Baby Boo                               | 花が咲く日は                                                                 | 2019年4月24日  | ア・カペラ                                                                                                  |
| スキマスイッチ                         | 青春                                                                         | 2019年7月3日   | カップリング曲に収録                                                                                        |
| 絢香                                   | 遊音倶楽部 〜2nd grade〜                                                     | 2020年5月13日  | |
| 保科有里                               | 歌の宝石箱〜マイセレクションカバー8〜                                        | 2020年6月25日  | |
| 菅田将暉×石崎ひゅーい                  | 糸                                                                           | 2020年7月17日  | 配信限定 映画『糸』エンディングテーマ トヨタホーム‟「なのに」がある家”シリーズ夏篇CMソング                  |
| 鬼龍院翔                               | うたってきりりんぱ                                                           | 2020年8月30日  | 通販限定アルバム                                                                                            |
| クニタケヒロキ                         | 夢幻                                                                         | 2020年9月2日   | 配信リリース、販売場所限定シングル                                                                          |
| 木山裕策                               | 花 麗しき日本の愛唱歌                                                        | 2020年12月16日 | |
| 三浦あずさ（たかはし智秋）             | THE IDOLM@STER MASTER ARTIST 4 08 三浦あずさ                                 | 2021年2月10日  | メディアミックス作品『THE IDOLM@STER』の企画アルバムシリーズである『THE IDOLM@STER MASTER ARTIST』の第4弾。 |
| 工藤静香                               | 青い炎                                                                       | 2021年3月10日  | |
| 三宅由佳莉（海上自衛隊東京音楽隊所属） | Departure〜新たな船出                                                        | 2023年8月30日  | アルバムCD・デジタル配信                                                                                    |
| 雨宮天                                 | COVERSⅢ -Sora Amamiya favorite songs-                                        | 2025年6月18日  | |

## クレジット

### 参加ミュージシャン
それぞれシングル「命の別名／糸」の裏ジャケット、アルバム『EAST ASIA』『わたしの子供になりなさい』の歌詞カードより
命の別名 (シングル・ヴァージョン）
- Drums：大久保敦夫, 青山純
- E.Bass：後藤次利
- E.Guitar：井上堯之
- A.Piano：中西康晴
- Programming：浦田恵司

糸
- Drums：山木秀夫
- E.Bass：富倉安生
- A.Piano, Keyboards：倉田信雄
- Programmer：瀬尾一三, 浦田恵司
- BackGround Vocals：Raven Kane, Julia Waters, Maxine Waters, 中島みゆき

命の別名 (アルバム・ヴァージョン)
- Drums：Gregg Bissonette
- E.Bass：Neil Stubenhaus
- E.Guitar：Michael Thompson
- E.Guitar Solo：Micheal Thompson
- A.Piano, B-3 Organ, Keyboards：Jon Gilutin
- Back up Vocals：Julia Waters, Maxine Waters, Oren Waters

### 製作
命の別名 (シングル・ヴァージョン）
- Recorded, Engineer：Brian Scheuble

糸
- Mixed：Tad 後藤
- Mixed (補助役)：市川高信, Ray Blair
- Mixed (補助役)：Joe Chiccarelli at Larrabee North(Los AngIes)
- Mastered：Tom Baker

命の別名 (アルバム・ヴァージョン)
- Recorded, Engineer：David Thoener
- Engineer (補助役)：Michael Scotella